# فرودگاه پاسیگات
 فرودگاه پاسیگات (به انگلیسی: Pasighat Airport) (به زبان بومی: Passighat Airport) یک فرودگاه همگانی با کد یاتا IXT است . این فرودگاه در کشور هند قرار دارد و در ارتفاع ۱۵۷ متری از سطح دریا واقع شده است.